# Trnati osat
Trnati osat (znanstveno ime Cirsium spinosissimum) je trajnica iz družine nebinovk.

## Opis
Trnati osat zraste med 20 in 80 cm visoko. Zanj je značilen venec svetlih trnatih ovršnih listov, ki obdajajo pokončne cvetne koške, ki se razvijejo na vrhu stebla in so svetlorumene oziroma rumenkastobele barve. Listi so rumenkastozeleni, podolgovati, pernato deljeni in imajo jajčaste, ponovno deljene roglje, katerih konci so opremljeni s trni. Rastlina najbolje uspeva na kamniti in peščeni podlagi alpinskega in subalpinskega pasu. Cveti od julija do septembra.